# Manuel Ezequiel Bruzual
Manuel Ezequiel Bruzual (Santa Marta, Colòmbia, 1830 – Curaçao el 14 d'agost de 1868), va ser un militar adscrit a les idees liberals qui va exercir el càrrec de Ministre de Guerra i Marina durant l'any 1864 i posteriorment, en el 1868 va ser President de Veneçuela de forma provisional.